# Salón de la Fama de las mujeres de Kentucky

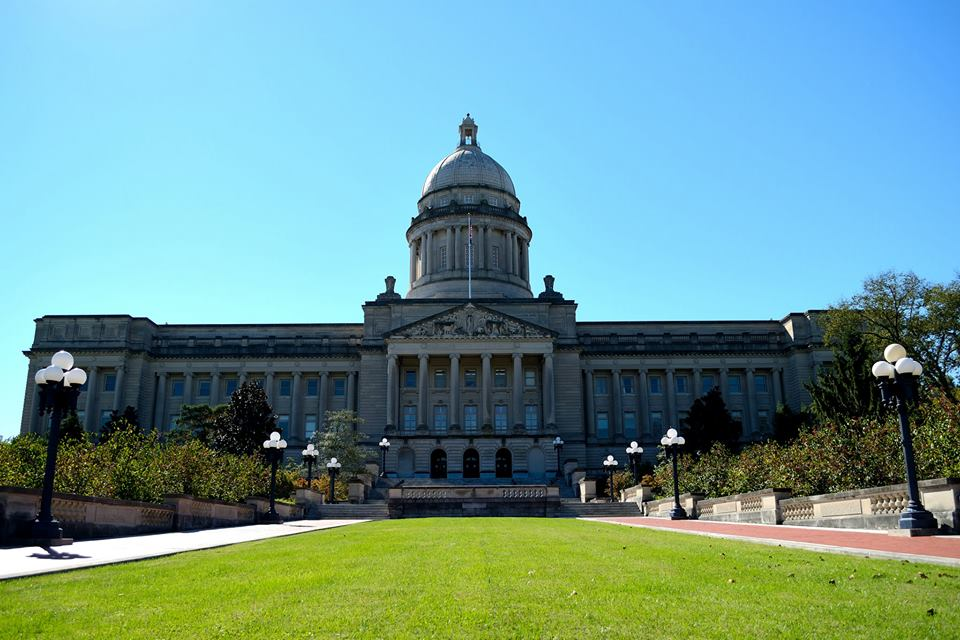
Edificio del Capitolio de Kentucky, donde se expone los retratos del Salón de la Fama del estado.

El Salón de la Fama de las mujeres de Kentucky es una exposición en el Capitolio del estado de Kentucky que honra las contribuciones de las mujeres de la Commonwealth. La exposición consta de más de 60 retratos de acuarela de mujeres destacadas de Kentucky (Estados Unidos). La Comisión de Mujeres de Kentucky recibe nominaciones y selecciona de dos a cuatro homenajeadas cada año para ser incluidas. La exhibición incluye a las famosas músicos de Kentucky Loretta Lynn y Rosemary Clooney, así como a los líderes cívicos Mae Street Kidd y Georgia Davis Powers.

## Historia
El gobernador Edward T. Breathitt estableció una comisión sobre el estatus de las mujeres de Kentucky en abril de 1964. La comisión determinó que el estado de las mujeres de Kentucky mejoraría a través de una agencia permanente y el gobernador Louie Nunn firmó una orden ejecutiva que estableció la Comisión de Mujeres de Kentucky en noviembre de 1968. La acción legislativa hizo oficial a la Comisión en 1970. En 1978, la Comisión de Mujeres de Kentucky comenzó una campaña para reconocer a las mujeres de Kentucky que la historia había pasado por alto. La exhibición  Kentucky Women Excel comenzó en la Feria Estatal de Kentucky de ese año. En 1996, la exposición se trasladó a un pasillo del primer piso del ala oeste del edificio del Capitolio. Los primeros 17 retratos fueron creados por la artista Paula Jull. Otros artistas pintoras que han creado obras para la exhibición incluyen a Alison Davis Lyne, y Mary Lou Hall.

## Criterios de selección
El Comité de Recuerdo de Mujeres de Kentucky acepta nominaciones para nuevas galardonadas. Las nominadas pueden estar vivas o fallecidas y deben haber nacido en Kentucky o haber pasado una parte importante de sus vidas viviendo en el estado. Se requiere que las candidatas sean modelos a seguir, que hayan fortalecido Kentucky o los Estados Unidos a través de su trabajo, y que hayan demostrado liderazgo al elevar el estatus de las mujeres. Por lo general, se presentan nuevos retratos en una ceremonia que se lleva a cabo durante el Mes de la historia de la mujer en marzo.

## Galardonadas
| Nombre                         | Imagen | Nacimiento–Muerte | Año  | Área de éxitos |
| ------------------------------ | ------ | ----------------- | ---- | --- |
| Lilialyce Akers                |        | (1927–2008)       | 2005 | Lilialyce Akers fue educadora de Kentucky y prominente defensora de las mujeres, que enseñaba estudios sobre la mujer y sociología en la Universidad de Louisville. Animó a sus alumnos a apoyar la Enmienda de Igualdad de Derechos de Kentucky y envió a toda una clase a la Conferencia Nacional de Mujeres de 1977 en Houston. Akers dejó $ 500,000 de su propiedad a la UofL para crear el Fondo de Becas Lilialyce Akers. |
| Sophia Alcorn                  |        | (1883–1967)       | 1996 | Sophia Alcorn fue una educadora de Kentucky que inventó el método Tadoma de comunicarse con estudiantes sordociegos. Ella desarrolló la técnica mientras enseñaba en la Escuela para Sordos de Kentucky en Danville. También fue la primera mujer en la Iglesia Presbiteriana de Stanford. |
| Mary Willie Arvin              |        | (1879–1947)       |      | Mary Arvin es la mujer más condecorada de Kentuckyde la Primera Guerra Mundial. Como enfermera de práctica general, recibió la Cruz Roja Real Británica, la Cruz de Guerra francesa y un Corazón Púrpura. |
| Hannah Hume Baird              |        | (1939–2004)       | 2004 | Hannah Hume Baird fue una activista comunitaria y defensora de las mujeres. Fue miembro del Consejo Consultivo Nacional sobre Oportunidades Económicas del presidente Carter y presidió el Caucus político de mujeres de Kentucky y la Comisión de mujeres de Kentucky. También ayudó a restaurar el Dinsmore Homestead . |
| Nelda Lambert Barton-Collings  |        | (1929–2014)       |      | Nelda Lambert Barton-Collings era una líder comunitaria y administradora de residencias de ancianos autorizadas. Había sido delegada al Comité Nacional Republicano y fue nombrada para el Consejo Federal sobre el Envejecimiento. |
| Anne Braden                    |        | (1924–2006)       |      | Anne Braden era una activista de los derechos civiles, organizadora y escritora que abogó por la igualdad racial, la desegregación escolar, la justicia social, la vivienda justa y los derechos LGBT. Recibió la atención de los medios nacionales en 1954 cuando ella y su esposo compraron una casa para una pareja afroamericana en un barrio completamente blanco cerca de Shively. |
| Carolyn Bratt                  |        | (1943–)           | 2004 | Carolyn Bratt fue abogada de Kentucky y profesora de la Facultad de Derecho de la Universidad de Kentucky. Fue la primera presidenta de la Comisión Presidencial de Mujeres de la Universidad de Kentucky y ayudó a fundar el Programa de Estudios de la Mujer de la Universidad de Kentucky. |
| Madeline McDowell Breckinridge |        | (1872–1920)       | 1996 | Madeline McDowell Breckinridge fue líder del movimiento de sufragio femenino y una de los reformadoras progresistas más importantes de Kentucky. Fue presidenta de la Asociación de Igualdad de Derechos de Kentucky y vicepresidenta de la National Woman Suffrage Association |
| Mary Carson Breckinridge       |        | (1881–1965)       | 1996 | Mary Carson Breckinridge fue una enfermera comadrona estadounidense que fundó Frontier Nursing Service para brindar atención a madres y bebés en los condados del este de Kentucky. Una mujer profundamente religiosa, Breckinridge fue una pionera en el cuidado de la salud en el hogar y comenzó una escuela de natalidad. |
| Sally Shallenberger Brown      |        | (1911–2011)       | 2008 | Sally Brown era una conservacionista y tenía el homónimo de Crutcher y Sally Brown Nature Preserves en el Kentucky River Palisades. Defensora de la protección del medio ambiente desde hace mucho tiempo, abogó por el Protocolo de Kioto y el Refugio Nacional de Vida Silvestre del Ártico en Alaska. |
| Willa Beatrice Brown           |        | (1906–1992)       | 2012 | Willa Brown fue aviadora y educadora. Fue la primera afroamericana con licencia para volar en los Estados Unidos. |
| Claire Louise Caudill          |        | (1912–1998)       | 1999 | Claire Louise Caudill era una doctora rural, del condado de Rowan que atendió al nacimiento de 8000 bebés durante su carrera de cinco décadas también fundó un hospital. |
| Anna Mac Clarke                |        | (1919–1944)       |      | Anna Mac Clarke fue miembro del Cuerpo de Mujeres del Ejército durante la Segunda Guerra Mundial. Ella fue la primera mujer afroamericana en ser comandante de un regimiento que por lo demás era completamente blanco, rompiendo barreras de género y raciales en un momento en que el ejército de los Estados Unidos todavía estaba segregado. [1 |
| Laura Clay                     |        | (1849–1941)       | 1996 | Laura Clay fue líder del movimiento de sufragio de las mujeres estadounidenses y cofundadora y primera presidenta de la Asociación de Derechos Iguales de Kentucky. Fue activa en el Partido Demócrata, una oradora poderosa y tuvo importantes roles de liderazgo en la política local, estatal y nacional, y en 1920 en la Convención Nacional Demócrata fue la primera mujer en ser nominada para la presidencia por un importante partido político. |
| Rosemary Clooney               |        | (1928–2002)       | 2003 | Rosemary Clooney era cantante y actriz. Saltó a la fama a principios de la década de 1950 con el éxito novedoso "Come On-a My House", al que siguieron otros números pop como "Botch-a-Me", "Mambo Italiano", "Tenderly", "Half as Mucho","Hey There" y "This Ole House". También tuvo éxito como vocalista de jazz y continuó grabando hasta su muerte en 2002. |
| Martha Layne Collins           |        | (1936–)           |      | Martha Layne Collins una exmujer de negocios y política que fue la 56° Gobernadora de Kentucky entre 1983 y 1987. Antes de su elección como Gobernadora, fue la 48° Teniente Gobernadora de Kentucky, bajo John Y. Brown, Jr. Su elección la convirtió en la más alta clasificación de la mujer demócrata en los Estados Unidos. El estado experimentó un crecimiento económico récord bajo el liderazgo de Collins. Ella enseñó en varias universidades después de su cargo de gobernadora y de 1990 a 1996, fue presidenta de Saint Catharine College cerca de Springfield. |
| Jane Todd Crawford             |        | (1763–1842)       | 1996 | Jane Todd Crawford fue la primera mujer en someterse a una ooforectomía. |
| Emma Guy Cromwell              |        | (1869–1952)       | 1996 | Emma Guy Cromwell fue una sufragista, activista por los derechos de las mujeres y política femenina del partido Demócrata. Cromwell se convirtió en la primera mujer en tener una oficina estatal en Kentucky cuando fue elegida bibliotecaria estatal en 1896 por el voto del Senado estatal de Kentucky. En 1923, Cromwell fue elegida secretaria de Estado de Kentucky en una elección contra otras dos mujeres. Ella fue elegida tesorera del Estado de Kentucky en 1927, y debido a su manejo conservador del dinero del estado, que fue fuertemente criticado en ese momento, los fondos estatales de Kentucky se mantuvieron seguros durante la Gran Depresión. |
| Dolores Delahanty              |        | (1929–)           | 2002 | Dolores Delahanty fue una activista social y líder política en Louisville, Kentucky. Fue miembro fundadora del Caucus político nacional de mujeres durante los primeros movimientos por los derechos civiles, y fue fundamental para el éxito de la Ley de crédito justo de Kentucky. Delahanty ha dedicado su vida a mejorar la vida de otras personas, principalmente las de mujeres y niños de Kentucky. |
| Alice Allison Dunnigan         |        | (1906–1983)       | 2007 | Alice Allison Dunnigan fue una periodista afroamericana, activista de derechos civiles y autora. Fue la primera corresponsal afroamericana en recibir credenciales de la Casa Blanca, y la primera mujer negra miembro de las galerías de prensa del Senado y la Cámara de Representantes. |
| Mary Elliott Flanery           |        | (1867–1933)       | 2005 | Mary Elliott Flanery fue una reformadora social de la era progresista, sufragista, política y periodista que es recordada como las primeras mujeres elegidas para la Asamblea General de Kentucky y de las primeras mujeres elegidas para una legislatura estatal al sur de la línea Mason-Dixon. Fue una defensora de la igualdad de derechos para la mujer, y trabajó activamente para aprobar una legislación que daría a las mujeres el derecho al voto. |
| Lois Howard Gray               |        | (1920–2012)       | 2013 | Lois Howard Gray era un médico de Kentucky. Ella fundó el Fondo de Becas Médicas de Kentucky Rural. Fue oficial de WAVES en la Marina durante la Segunda Guerra Mundial. |
| Mary (Cissy) Peterson Gregg    |        | (1903–1966)       | 1996 | Mary Gregg era una autora de libros de cocina de Kentucky y columnista diaria de alimentos para el Courier-Journal. Ella alentó la inclusión de más vegetales verdes en la dieta estadounidense y argumentó que deberían incluir menos patatas, carne y pan. |
| Eula Hall                      |        | (1927–)           | 1999 | Eula Hall fue una prominente activista de los Apalaches y pionera de la salud que fundó la Clínica Mud Creek de Grethel en el condado de Floyd, Kentucky. Durante la Guerra contra la pobreza del presidente Johnson, se unió al programa VISTA ( Voluntarios en el servicio a América ) y más tarde se convirtió en una de las das voluntarias locales de los Apalaches que trabajan en el área. |
| Josephine Henry                |        | (1843–1928)       | 1999 | Josephine Kirby Henry era una líder de los derechos de las mujeres de la Era Progresista, sufragista, reformadora social y escritora de Versailles (Kentucky). Fue una gran defensora de las mujeres y una de las principales defensoras de la legislación que otorgaría derechos de propiedad a las mujeres casadas. Henry presionó mucho para la adopción de la Ley de Propiedad de la Mujer Casada de Kentucky 1894, y se la acredita por ser instrumental en su aprobación. Henry fue la primera mujer en hacer campaña pública por una oficina estatal en Kentucky. |
| Allie Hixson                   |        | (1924–2007)       |      | Allie Corbin Hixson fue una activista por los derechos de las mujeres y una importante líder en el esfuerzo por asegurar una Enmienda de Igualdad de Derechos para la Constitución de los Estados Unidos. Se presume que fue la primera mujer en obtener un doctorado en inglés de la Universidad de Louisville. |
| Julia Britton Hooks            |        | (1852–1942)       | 1996 | Julia Britton Hooks era músico, educadora y líder de mujeres afroamericanas. Ella fue miembro fundador de la filial de Memphis de la Asociación Nacional para el Avance de la Gente de Color (NAACP). |
| Nelle Pitcock Horlander        |        | (1929–2008)       | 2009 | Nelle P. Horlander fue una líder laboral y defensora de las mujeres. Comenzó su carrera como operadora de Southern Bell y fue miembro por mucho tiempo de Communications Workers of America. |
| Marie Caldwell Humphries       |        |                   | 2014 | Primera presidenta de la Comisión de Mujeres de Kentucky |
| Louise Gilman Hutchins         |        | (1911–1996)       | 2004 | Nacida de misioneros en China, Louise Gilman Hutchins fue una médica que se dedicó a la salud materna e infantil en Kentucky. Ella era pediatra en Berea y fue directora médica de Berea's Mountain Maternal Health League durante cinco décadas. |
| Margaret Ingels                |        | (1892–1971)       | 1996 | Margaret Ingels era ingeniera y especialista en aire acondicionado. En 1916 se convirtió en la primera mujer en obtener un título en ingeniería mecánica de la Universidad de Kentucky y la segunda mujer graduada en ingeniería en los Estados Unidos. |
| Grace Marilynn James           |        | (1923–1989)       | 2010 | Grace Marilynn James era una médica de Louisville comprometida con la comunidad afroamericana. Pediatra, fue la primera mujer afroamericana en el personal del Louisville Children's Hospital. |
| Mae Street Kidd                |        | (1904–1999)       | 1997 | Mae Street Kidd era empresaria, líder cívica y política. Sirvió en la Cruz Roja durante la Segunda Guerra Mundial y fue miembro de la Cámara de Representantes de Kentucky desde 1968 hasta 1984. Patrocinó un proyecto de ley en 1972, más tarde conocido como Mae Street Kidd Act, que creó Kentucky Housing Corporation (KHC). También encabezó la campaña para que Kentucky ratificara la Decimotercera (abolición de la esclavitud) de la Constitución de los Estados Unidos, la decimocuarta (definición de ciudadanía) y la decimoquinta (otorgando a todos los hombres el derecho de votar independientemente de la raza, color o condición previa de servidumbre). |
| Katherine G. Langley           |        | (1888–1948)       |      | Katherine Gudger Langley fue la primera mujer elegida para el Congreso de Kentucky. Fue miembro del Cámara de Representantes de los Estados Unidos durante la septuagésima y setenta y primeros períodos de sesiones del Congreso. |
| Lucille Caudill Little         |        | (1909–2002)       | 2002 | Lucille Caudill Little fue mecenas de las artes y filántropa y presidenta de W. Paul y Lucille Caudill Little Foundation en Lexington. Dio más de $ 21 millones a causas artísticas y educativas. |
| Crit Luallen                   |        | (1952–)           | 2012 | Crit Luallen es la actual vicegobernadora y ex auditora de cuentas públicas de la Mancomunidad de Kentucky. Sirvió en el gabinete ejecutivo del gobernador Wendell Ford y fue secretaria del gabinete ejecutivo del gobernador Paul E. Patton. |
| Loretta Lynn                   |        | (1932–)           | 2004 | Loretta Lynn es una cantante y compositora de música country y autora. Ella se convirtió en parte de la escena de la música country en Nashville en la década de 1960, y en 1967 grabó su primer de los 16 éxitos número uno que incluyen " Do not Come Home A 'Drinkin' (Con Lovin 'on Your Mind)", "Usted no es mujer suficiente" ,"Ciudad de puño" y "Hija de minero de carbón". Se centró en los problemas de las mujeres de cuello azul con temas sobre esposos y amantes persistentes, y empujó los límites en el género conservador de la música country al cantar sobre el control de la natalidad (" The Pill "), el parto repetido (" One"Calificado "X" "), y enviudada por el reclutamiento durante la Guerra de Vietnam (" Querido tío Sam "). Las estaciones de radio de música country a menudo se negaron a tocar sus canciones. Sin embargo, se hizo conocida como " La primera dama de la Música Country". |
| Michael Leo Mullaney           |        | (1922–)           |      | La hermana Michael Leo Mullaney es una administradora de hospital jubilada. Ella fue la presidenta del Hospital Saint Joseph de Lexington. Mullaney era monja de las Hermanas de la Caridad de Nazaret y la primera mujer en formar parte de los consejos de First Security National Bank & Trust y la Junta de la Reserva Federal de Cleveland. |
| Jacqueline Noonan              |        | (1928–)           | 2008 | Jacqueline Anne Noonan es una cardióloga pediátrica más conocida por su caracterización de un trastorno genético ahora llamado síndrome de Noonan. También fue la descriptora original del síndrome de corazón izquierdo hipoplásico |
| Beula Cornelius Aspley Nunn    |        | (1914–1995)       |      | Beula Cornelius Nunn fue la primera dama de Kentucky. Trabajó para preservar la historia de Kentucky y estableció la Kentucky Mansion Preservation Foundation. |
| Clara Sanford Oldham           |        | (1921–2005)       | 2009 | Clara Sanford Oldham era defensora de las mujeres en Kentucky. En 1977 fundó Citizens Against Rape. Fue cofundadora de la Organización Nacional de Mujeres de Owensboro y participó activamente en la Asociación Estadounidense de Mujeres Universitarias. |
| Judi Patton                    |        | (1940–)           | 2003 | Judi Patton es una ex primera dama de Kentucky, esposa del gobernador Paul E. Patton y defensora de la seguridad de mujeres y niños. Ella creó la Oficina de Abuso Infantil y Servicios de Violencia Doméstica y fue responsable de más de 20 leyes. |
| Katherine Graham Peden         |        | (1926–2006)       | 2003 | Katherine Peden era una ejecutiva de radiodifusión y comisionada de comercio de Kentucky. Sirvió en John F. Kennedy's Comisión Presidencial sobre la Condición de la Mujer y fue miembro de la Comisión Kerner. Fue la candidata demócrata para representar a Kentucky en el Senado de los Estados Unidos en las elecciones de 1968. |
| Mary T. Meagher Plant          |        | (1964–)           |      | Mary T. Meagher es nadadora, campeona olímpica y accionista mundial. En 1981 ella mejoró sus propios récords mundiales existentes en mariposa de 100 metros (57,93) y mariposa de 200 metros (2: 05.96). Estos tiempos se mantuvieron como los respectivos récords mundiales de 18 y 19 años, y se consideran entre los mejores espectáculos deportivos de todos los tiempos. |
| Georgia Davis Powers           |        | (1923–)           |      | Georgia Davis Powers ejerció durante 21 años como miembro del Senado de Kentucky. Cuando fue elegida en 1967, se convirtió en la primera persona de color y mujer elegida para ese cuerpo. |
| Lillian Henken Press           |        | (1924–)           | 2010 | Lillian Press es exreportera ejecutiva de relaciones públicas y periódicos. Trabajó en WVLK antes de organizar la Junta Regional de Salud Mental de Kentucky y los primeros Centros de Atención Integral de la Mancomunidad. Dirigió el Programa de Becarios del Gobernador de Kentucky y presidió la Conferencia Nacional de Escuelas del Gobernador. En 2002, organizó The Women's Network. |
| Sara Frances Price             |        | (1849–1903)       | 1996 | Sara F. Price era naturalista y artista. Publicó escritos botánicos y documentó las plantas leñosas, helechos y flora de Kentucky. Price's potato-bean y Aster priceae se llaman así por ella. |
| Lyda Ramey                     |        | (1909–1991)       | 2008 | Lyda "Gertrude" Ramey quedó huérfana cuando su familia murió de gripe durante la pandemia de gripe de 1918. Ella habló por el bienestar de los huérfanos y en 1943 fundó Ramey Home en Catlettsburg, Kentucky. |
| Sarah Felt Richardson          |        | (1871–1941)       | 1996 | Sarah Felt Richardson era una médica de Kentucky que ejerció en Hart County durante más de cuatro décadas. Ella realizó la primera cirugía registrada para tratar el cáncer de mama. |
| Joan Riehm                     |        | (1945–2008)       | 2012 | Mary Joan Riehm fue teniente de alcalde de Louisville y experta en reorganización del gobierno local. Era una defensora de la sostenibilidad. El Premio Joan Riehm de Liderazgo Ambiental y el Jardín Memorial Joan Riehm llevan su nombre. |
| Jean Ritchie                   |        | (1922–2015)       | 2003 | Jean Ritchie era una cantante estadounidense de música folk, compositora y tocadora del instrumento Dulcémele de los Apalaches. Era conocida como «La madre de la gente» y recibió una beca Fulbright para rastrear los vínculos entre las baladas estadounidenses y las canciones de las islas británicas. |
| Verna Mae Slone                |        | (1914–2009)       | 2010 | Verna Mae Slone era una escritora de los Apalaches del condado de Knott. Ella escribió Lo que mi corazón quiere contar e hizo muñecas y colchas. |
| Lucy Harth Smith               |        | (1888–1955)       | 1996 | Lucy Harth Smith fue educadora de Kentucky y defensora de la historia afroamericana. Ella fue la única mujer que ejerció como presidenta de la Asociación de Educación de Negros de Kentucky y fue directora de la Escuela Primaria Booker T. Washington de 1935 a 1955. |
| Catherine Spalding             |        | (1793–1858)       | 1997 | Catherine Spalding fue elegida líder de seis mujeres que formaban una nueva comunidad religiosa, las Hermanas de la Caridad de Nazaret, en un momento en que no existía educación para niñas, atención médica privada o servicios sociales organizados en la frontera de Kentucky. El 6 de enero de 2003, The Courier-Journal la nombró la única mujer entre las dieciséis «personas más influyentes en la historia del condado de Louisville / Jefferson». |
| Louise Southgate               |        | (1857–1941)       |      | Louise Southgate era activista por los derechos de las mujeres. Ella practicó en Covington , Southgate ayudó a mujeres jóvenes en el sistema judicial juvenil y defendió el control de la natalidad en el norte de Kentucky. |
| Ann Stokes                     |        | (1907–1997)       | 1999 | Ann Stokes ayudó a formar la Asociación de Hogares de Ancianos de Kentucky y fue una defensora para los ancianos. Abrió las instalaciones de asilos de ancianos en Corbin, Frankfort, Greensburg, Louisville y Stanford y presionó a favor de leyes estrictas para hogares de ancianos que respaldarían los derechos de los residentes- |
| Thelma Stovall                 |        | (1919–1994)       | 2013 | Thelma Stovall fue miembro de la Cámara de Representantes de Kentucky, secretaria de Estado de Kentucky, tesorera del Estado de Kentucky y Teniente Gobernador 47 de Kentucky. En 1978, cuando el gobernador Julian Carroll estaba fuera de la Commonwealth, invocó sus poderes como gobernante en funciones y vetó el intento de la Legislatura de Kentucky de revocar su ratificación de la Enmienda de Igualdad de Derechos. |
| Carol Sutton                   |        | (1934–1985)       | 1997 | Carol Sutton fue periodista y la primera mujer en ser directora ejecutiva de The Courier-Journal. Fue citada como un ejemplo de éxito en el periodismo cuando Time nombró a las mujeres estadounidenses como la Gente del Año de 1975. Durante su mandato en el CJ, fue galardonadacon el Premio Pulitzer de 1976 por la fotografía destacada y por su cobertura de la desegregación escolar en Louisville. |
| Caroline Burnam Taylor         |        | (1855–1917)       | 1996 | Caroline Burnam Taylor era una modista de Kentucky. En 1903, ella compró un terreno para su negocio, la Sra. AH Taylor Company. La compañía fue el empleador de mujeres más grande de Kentucky. |
| Julia A. Tevis                 |        | (1799–1880)       | 1996 | Julie Ann Tevis fundó la Academia Femenina de Science Hill en Shelbyville en 1825. Dirigió la academia desde su casa, favoreciendo a las maestras. Más de 3000 estudiantes se matricularon en la academia. |
| Jeannette Bell Thomas          |        | (1881–1982)       | 2005 | Jean Thomas era músico y folklorista de los Apalaches de Ashland. Organizó el primer American Folk Song Festival y fundó American Folk Song Society. Sus grabaciones de campo se convirtieron en parte de la Antología de la música folclórica estadounidense. |
| Harriet Drury Van Meter        |        | (1910–1997)       | 1999 | Harriet Drury Van Meter fundó el International Book Project en 1966 en su sótano de Lexington. La organización ha distribuido más de cinco millones de libros. Ella fue finalista del Premio Nobel de la Paz 1986. |
| Delia Webster                  |        | (1817–1904)       | 1996 | Delia Webster fue una abolicionista encarcelada e intentó con Calvin Fairbank ayudar a los esclavos negros en su huida a los estados libres. Fundó la escuela de niñas de la Sociedad Misionera Femenina de Lexington y administró una casa segura que era parte del Ferrocarril Subterráneo. |
| Myrtle Weldon                  |        | (1890–1971)       | 1996 | Myrtle Weldon fue la líder del programa de demostración de la Universidad de Kentucky durante 31 años. Hizo una gira por Kentucky organizando clubes de demostración en el hogar y promoviendo programas educativos de economía doméstica que enseñaban la conservación de alimentos. También promovió el Ejército de Tierra de la Mujer de América durante la Segunda Guerra Mundial. |
| Judy Moberly West              |        | (1941–1991)       | 2002 | La jueza Judy Moberly West fue la primera mujer en ser nombrada para el Tribunal de Apelaciones de Kentucky. Fundó Hope Cottage Guild y también ejerció como miembro del Comité Prichard para la Excelencia Académica. En 1987 fue nombrada una de las Mujeres Destacadas del Norte de Kentucky. |
| Mary Wharton                   |        | (1912–1991)       | 2013 | Mary E. Wharton era botánica y conservacionista. Presidió el Departamento de Ciencias Biológicas de Georgetown College de 1947 a 1974. Fue cofundadora del Land and Nature Trust of the Bluegrass y trabajó para preservar Paris Pike y Red River Gorge. |
| Esther Whitley                 |        | (1755–1833)       |      | Esther Whitley fue una pionera estadounidense y la esposa de William Whitley. Fue una talentosa tiradora, y era propietaria de una de las primeras casas de ladrillos en Kentucky, que ahora forma parte del Sitio Histórico Estatal William Whitley House. |
| Doris Y. Wilkinson             |        | (1936–)           | 2009 | Doris Wilkinson es profesora de sociología en la Universidad de Kentucky, y ha realizado un trabajo pionero en la teoría crítica de la raza. Ella fue una de las primeras estudiantes afroamericanas en inscribirse en la Universidad de Kentucky y fue la primera afroamericana en convertirse en miembro de la facultad a tiempo completo. Fundó el Programa de Estudios e Investigación Afroamericanos de la universidad y dirige el Proyecto sobre el Patrimonio Afroamericano. |
| Enid Yandell                   |        | (1869–1934)       | 1996 | Enid Yandell era una escultora. Estudió con Auguste Rodin y su trabajo fue parte de la Exposición Colombiana Mundial de 1892-1893. Formó parte de un grupo de escultoras en la exposición llamada White Rabbits y escribió el libro Three Girls in a Flat basado en sus experiencias allí. Una gran colección de su obra está en manos del Speed Art Museum . |